# Lotus 41
La Lotus 41 era una vettura da competizione per le categorie Formula 2 e Formula 3 utilizzata tra il 1966 e il 1968.
La vettura venne progettata da zero da John Joyce con l'assistenza di Dave Baldwin. Il telaio dell'auto era realizzato in tubi e pannelli di acciaio saldati. I pannelli erano utilizzati intorno alla pedaliera, al cruscotto, dietro al pilota e per il pavimento per aumentare la rigidezza. Inoltre il cambio era protetto sui due lati da una culla sempre in acciaio. In questo periodo i limiti di peso imposti dal regolamento rendevano possibile utilizzare l'acciaio invece del più leggero alluminio per i telai delle vetture senza penalizzare le prestazioni.
Altra caratteristica interessante della Lotus 41 era costituita dall'impiego della paratia posteriore per recuperare eventuali fuoriuscite di olio lubrificante. Questo olio veniva poi riportato nel serbatoio principale per mezzo di un sistema di condotti costituiti dai tubi del telaio stesso.
Il telaio della 41 utilizzata nelle gare della Formula 2 doveva essere usato per realizzare una nuova vettura da competizione dotata di motore V8 Type 868 da 500 hp (373 kW) ma questo progetto non fu mai realizzato.